# اسکار نونز
اسکار نونز (انگلیسی: Oscar Nunez؛ زادهٔ ۱۸ نوامبر ۱۹۵۸) بازیگر و کمدین آمریکایی-کوبایی است. او بیشتر برای بازی کردن نقش اسکار مارتینز، حسابدار شرکت ساختگی داندر میفلین در مجموعه تلویزیونی کمدی اداره شناخته شده‌است. او در فیلم ریموند و ری بازی کرده‌است.
او یک عضو گرادنلینگز بود سپس یک بازیگر معمولی در اداره شد. از سال ۲۰۱۸ تاکنون او در تبلیغات استیت فارم حضور دارد.او در فیلم بدون مردان نیز بازی کرده است.

## زندگی و پیشه
نونز در کلون پا به جهان گشود. مادر نونز، یک دندان‌پزشک و پدر او یک وکیل بود و همزمان با فیدل کاسترو در دانشگاه هاوانا تحصیل کردند. در سال ۱۹۶۰ خانواده او به کاراکاس، ونزوئلا و سپس ایالات متحده آمریکا کوچیدند. در دو سالگی‌اش، خانواده او به بوستون و در چهارسالگی‌اش به اونیون سیتی کوچیدند. او در سال ۱۹۶۴ یک شهروند آمریکایی شد. او بر دو زبان انگلیسی و اسپانیایی تسلط دارد.